# Штюрмер Борис Володимирович
Борис Володимирович Штюрмер (рос. Борис Владимирович Штюрмер; нар. 27 липня 1848, Байково, Бежецький повіт, Тверська губернія, Російська імперія — пом. 2 вересня 1917, Петроград, Російська імперія) — голова Ради Міністрів Російської імперії.

## Життєпис

### Сім'я
Народився 27 липня 1848 в сім'ї ротмістра у відставці Володимира Вільгельмовича Штюрмера і його дружини Ерміонії Миколаївни Паніної в с. Байково Бежецького повіту Тверської губернії.
Був одружений з Єлизаветою Василівною Струковою. Сини: Георгій (нар. 14 лютого 1880) — віце-губернатор Курської губернії у 1916—1917 роках; Володимир (нар. 25 червня 1883) — у 1916—1917 роках радник Якутського обласного управління.
У 1872 закінчив юридичний факультет Санкт-Петербурзького університету зі ступенем кандидата права. Служив в канцелярії Першого департаменту Урядового Сенату, а потім в Міністерстві юстиції.
У 1879—1892 завідував церемоніальною частиною Міністерства Імператорського Двору. Під час підготовки до коронації імператора Олександра III у 1883 році — діловод Церемоніального відділу Коронаційної комісії.
Володів маєтком Байкове (650 десятин) в Бежецькому повіті Тверської губернії, Штюрмер обирався гласним Бежецкого повітового земського зібрання, а 1890 року він був гласним Тверського губернського земського зібрання. Був головою Тверській губернської земської управи. На цій посаді прославився вмінням досягати компромісу, домігшись примирення між ліберальними членами земства і консервативним губернатором Ахльостишевим.
У 1894 призначений Новгородським, а у 1896 — Ярославським губернатором. Проявив себе як безперечно талановитий адміністратор.
Цікавився історією та археологією. У 1900 і 1903 обирався головою 1-го і 2-го обласних археологічних з'їздів в Ярославлі та Твері.
З квітня 1901 — член Імператорського Православного Палестинського товариства.
З 1902 — директор Департаменту загальних справ Міністерства внутрішніх справ. У 1903 провів ревізію Тверського земства.
З 1904 — член Державної Ради по департаменту законів; призначений до Державної Ради імператором Миколою II, хоча у нього не було необхідного для такого високого призначення формального службового цензу перебування на посаді міністра або звання сенатора, що представляло собою вкрай рідкісний випадок.
Організував гурток, в якому збиралися деякі з його колег по Державній Раді, сенаторів і чиновників, які перебували на службі переважно в МВС — всього до 30-40 осіб. Засновані ним збори перемістилися, через тісноту його квартири, спочатку до графа С. Толю, а потім до графа Бобринського. Зборівці стали предтечею Вітчизняного союзу, елітарної політичної організації, що діяла в 1905-1906. Згодом, в 1906, на основі Вітчизняного союзу виникли Права група реформованої Державної Ради і Постійна рада Об'єднаного дворянства. Популярність гуртка Штюрмера особливо збільшилася після смерті Богдановича, господаря ще більш старого і авторитеного політичного салону правого напрямку. Гурток Штюрмера представляв собою дуже добре організований політичний клуб, із заздалегідь оголошеними темами щотижневих засідань, підготовленими виступами доповідачів, наступним обговоренням і прийняттям підсумкових резолюцій.
Борис Штюрмер був особисто і політично близько знайомий з відомим правим публіцистом І. Я. Гурляндом, який протягом багатьох років був другом сім'ї, найближчим неофіційним радником і помічником, автором записок і промов.
У 1902—1917 роках жив у Санкт-Петербурзі за адресою Велика Конюшенна вулиця, 1.
У 1913 під час святкування 300-річчя дому Романових супроводжував імператора Миколу II і його родину під час відвідування ними Твері.
20 січня 1916 призначений головою Ради міністрів, з 3 березня по 7 липня того ж року — одночасно міністром внутрішніх справ, а з 7 липня — міністром закордонних справ. Боровся проти революційного руху та думської опозиції.
10 листопада 1916 відправлений у відставку. Великий князь Георгій Михайлович писав імператорові 24 листопада 1916:

| "Прямо кажуть, що, якщо всередині Росії справи йтимуть так, як тепер, то нам ніколи не вдасться закінчити війну переможно, а якщо це дійсно не вдасться, то тоді кінець всьому. Ненависть до Штюрмер надзвичайна. Тоді я намагався з'ясувати, а які ж заходи могли б вилікувати цей стан? На це можу відповісти, що загальний голос – прибрати Штюрмера... ". |
28 лютого 1917, у ході лютневої революції, заарештований; потім ув'язнений у Петропавловську фортецю. За спогадами слідчого Романова:

| "…Коли ми вирішили наполягти на звільненні Б.В. Штюрмера, то Керенський, почувши про це, прибіг до Комісії і запевняв, що звільнення складе негативно-важке враження на «широкі демократичні маси» і «може підірвати уряд» " |.
Залишався в ув'язненні. Був переведений в лікарню в'язниці «Хрести», де і помер.

| "…У ці дні смертельно захворів Б. В. Штюрмер. Стан його (уремія) було таке, що будь-якій людині його приреченість була очевидна. Однак навіть в цьому випадку два дні пішло на переговори і домовленості, перш ніж Б. В. Штюрмера вдалося відвезти в лікарню, де потім він і помер" |

## Нагороди та почесні звання
- Орден Святого Станіслава 1 ступеня;
- Офіцер ордена Леопольда I;
- Командор ордена Почесного легіону;
- Офіцер ордена Почесного легіону;
- Командор ордена Спасителя;
- Командор ордена святого Карла;
- Командор ордена Святих Маврикія і Лазаря;
- Кавалер Великого хреста ордена Ізабелли Католички;
- Почесний громадянин Тобольська.